# Ryu Seung-min
Dans ce nom coréen, le nom de famille, Ryu, précède le nom personnel Seung-min.
Ryu Seung-min est un joueur de tennis de table sud-coréen né le 5 août 1982. Il remporta la médaille d'or en simple aux Jeux olympiques d'été de 2004 en gagnant en finale contre le Chinois Wang Hao.

## Biographie
En 2010, il est le seizième joueur mondial et le numéro 1 en France, au club d'Hennebont. Il est champion de France de tennis de table avec la Garde du Vœu d'Hennebont en 2008-2009. Il est le dernier médaillé d'or olympique non-chinois jusqu'à aujourd'hui. Il utilise la prise porte-plume avec une raquette de type japonaise. Celle-ci comporte un caoutchouc sur un seul côté de la raquette ce qui est un peu désavantageux pour les balles arrivant profondément dans le revers.
Après sa retraite il s'est investi dans les différentes organisations internationales du tennis de table. Il est notamment membre du CIO, président de l'Association Coréenne de Tennis de table (KTTA) et président du COA Entourage Committee.